# Karang Sari (Belitang III)
Karang Sari is een bestuurslaag in het regentschap Ogan Komering Ulu van de provincie Zuid-Sumatra, Indonesië. Karang Sari telt 2355 inwoners (volkstelling 2010).